# Jean-Baptiste Porion
Pour les articles homonymes, voir Porion (homonymie).
Jean-Baptiste Porion, né en 1899 dans le Pas-de-Calais et mort le 4 août 1987 à la Chartreuse de La Valsainte en Suisse, est un moine français de l'ordre des Chartreux.

## Biographie
Entré à la Chartreuse de La Valsainte en 1925, Dom Porion devient Procureur général de l'ordre des Chartreux, à Rome, de 1946 à 1981. Il fut l'un des témoins privilégiés des réformes du concile Vatican II. Il s'est fait connaître par la limpidité de sa pensée spirituelle exprimée dans Amour et silence, publié d'abord anonymement en 1951, mais il est aussi le traducteur des poésies et des lettres de Hadewijch d'Anvers ou de Maître Eckhart.

## Publications
- Fragments métaphysiques et mystiques, Paris, Éditions Ad Solem, 2017, 75 p..